# Catharinakerk (Sint-Petersburg)
De Kerk van de Heilige Catharina (Russisch: Церковь армянская Святой Екатерины, Armeens: Հայերեն Սուրբ Քեթրին) is een Armeense kerk in de Russische stad Sint-Petersburg. De kerk staat aan de Nevski Prospekt 40-42 en, zoals bij een schuilkerk, iets van de straat af gelegen en verscholen tussen bebouwing.

## Geschiedenis
Kort na de stichting van de stad Sint-Petersburg kwamen ook de eerste Armeniërs zich in de stad vestigen. Een Armeense parochie werd gesticht in 1710. In 1714 diende de Archimandriet een verzoek in om een eigen kerk te bouwen. Dit verzoek werd echter, ondanks het voor die tijd zeer tolerante karakter van de stad, door de autoriteiten afgewezen. Pas in 1725 kreeg de gemeenschap de toestemming om kerkdiensten te vieren in een houten gebouw op het Vasilevski-eiland. In 1740 werd het de gemeenschap toegestaan een kleine stenen kerk te bouwen, maar de dood van Anna Ivanovna gooide roet in het eten en van de bouw kwam niets terecht. In 1770 diende Ivan Lazarev, een Armeense handelaar in edelstenen, namens de Armeense gemeenschap opnieuw een verzoek in. Hij had goede contacten met Catharina de Grote die het verzoek dan ook onmiddellijk inwilligde. Er werd voor de bouw van de kerk een stuk grond toegewezen aan de Nevski Prospekt tegenover de handelsplek Gostiny Dvor. De bouwkosten bedroegen 33.000 roebel, waarvan 90% werd gedragen door Ivan Lazarev. Op 18 februari 1780 werd de kerk ingewijd ter ere van de heilige Catharina, de patrones van Catharina de Grote. De kerk zou het centrum worden van de Armeense cultuur in Sint-Petersburg.

## Sovjet-periode
In 1930 werd de kerk gesloten. Na de sluiting gingen de beschildering van het interieur en de iconostase verloren. Er werden in 1931-1934 extra verdiepingen aangebracht om verschillende werkplaatsen te kunnen huisvesten. Tijdens de oorlog werd het gebouw het hoofdkwartier van de defensie en na de oorlog werd het gebouw ter beschikking gesteld aan de Muzikale Komedie van Sint-Petersburg.

## Heropening
In 1990 verzocht de Armeense gemeenschap om teruggave van de kerk. De kerk werd in 1993 teruggegeven en vervolgens gerestaureerd. Op 12 juli 2000 werd de kerk door de Katholikos van Armenië Karekin II in bijzijn van Patriarch Alexis II ingewijd.